# Larry Fitzgerald
Larry Darnell Fitzgerald (Minneapolis, 31 agosto 1983) è un ex giocatore di football americano statunitense.
Ha militato per tutta la carriera negli Arizona Cardinals della National Football League (NFL). È secondo nella classifica di tutti i tempi per yard ricevute dietro solo a Jerry Rice, terzo per numero di ricezioni e settimo per numero di touchdown in ricezione. 
Al college ha giocato a football all'Università di Pittsburgh e fu scelto dai Cardinals come terzo assoluto nel Draft NFL 2004. 

## Carriera professionistica

### Arizona Cardinals

#### Stagioni 2004-2005
Fitzgerald lasciò la University of Pittsburgh dopo un notevole anno da sophomore in cui ricevette 92 passaggi per 1.672 yard e 22 touchdown. Fu scelto come terzo assoluto del Draft NFL 2004 dagli Arizona Cardinals, il cui allenatore di allora, Dennis Green, conosceva Fitzgerald per il suo passato da raccattapalle dei Vikings.

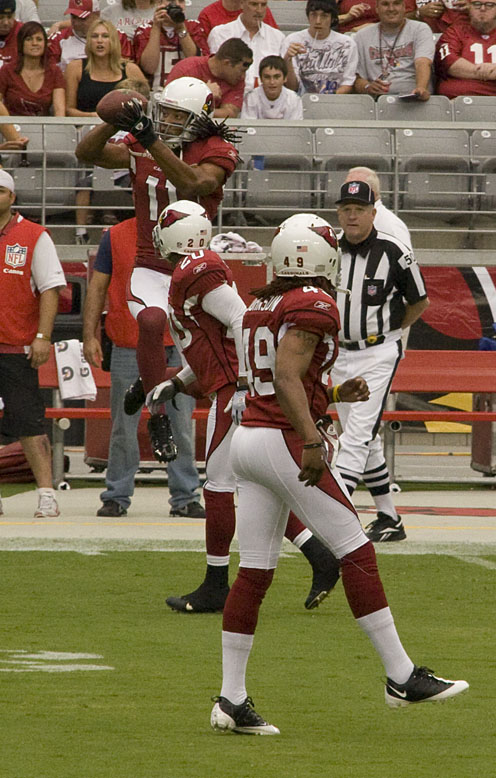
Larry Fitzgerald contro i 49ers nel 2009

Nel 2004 Fitzgerald ebbe 58 ricezioni per 780 yard e 8 touchdown. Il 12 dicembre 2004 Fitzgerald divenne il più giovane giocatore della storia, a 21 anni e 110 giorni, a ricevere almeno 2 passaggi da touchdown in una partita. Nel 2005 guidò la NFL con 103 ricezioni per 1.409 yard e 10 touchdown, venendo convocato per il suo primo Pro Bowl. Fitzgerald in coppia con Anquan Boldin creò uno dei più pericolosi tandem di wide receiver della NFL. Nel 2005 essi divennero il terzo duo di giocatori della stessa squadra a ricevere oltre 100 passaggi e superare le 1.400 yard a testa.

#### Stagioni 2006-2007
Nel 2006 Fitzgerald si infortunò e perse parte della stagione, che concluse con 69 ricezioni per 946 yard e 6 touchdown. Nel 2007, stagione che gli fruttò un altro Pro Bowl, accumulò 100 ricezioni per 1.409 yards e 10 touchdown. Dopo la stagione 2007 Fitzgerald firmò un contratto quadriennale del valore di 40 milioni di dollari con Arizona; malgrado all'epoca fosse ancora sotto contratto, i bonus legati alle prestazioni avevano costretto la franchigia a discutere un sostanzioso aumento del contratto. I numeri di Fitzgerald gli fecero guadagnare il soprannome di "Sticky Fingers" (traduzione: dita appiccicose) e "The Best Hands in the NFL" (traduzione: le migliori mani nella NFL) nei media locali.

#### Stagione 2008
Durante la finale della NFC della stagione 2008 Fitzgerald pareggiò il record NFL con tre touchdown su ricezione in una gara di playoff. I suoi tre touchdown avvennero nel corso della prima metà gara; egli divenne il primo giocatore nella storia della NFL a compiere tale impresa in una finale di conference. Fitzgerald stabilì anche un record nei playoff con 546 yard ricevute, 30 ricezioni e 7 touchdown, sorpassando il record di Jerry Rice nei playoff 1988–89. Egli e i Cardinals rappresentarono la NFC nel Super Bowl XLIII. Durante il Super Bowl XLIII Fitzgerald ricevette due passaggi da touchdown, nella sconfitta dei Cardinals 27–23 contro gli Steelers. Dopo questa prestazione, Fitzgerald aggiunse altri due touchdown nel Pro Bowl 2009, guadagnandosi il titolo di MVP. Dopo il Pro Bowl fu reso noto che Fitzgerald aveva giocato almeno tutti i playoff con il pollice della mano sinistra rotto e con una lacerazione della cartilagine nella stessa mano. Si suppose che Larry potesse essersi procurato l'infortunio il 5 novembre 2008, quando il suo nome era apparso nella lista degli infortunati per un problema al pollice. Dopo questi playoff da record, coronati dal titolo di MVP del Pro Bowl, molti analisti, compreso Jamie Dukes di NFL Network, classificarono Fitzgerald come uno dei migliori ricevitori della NFL.

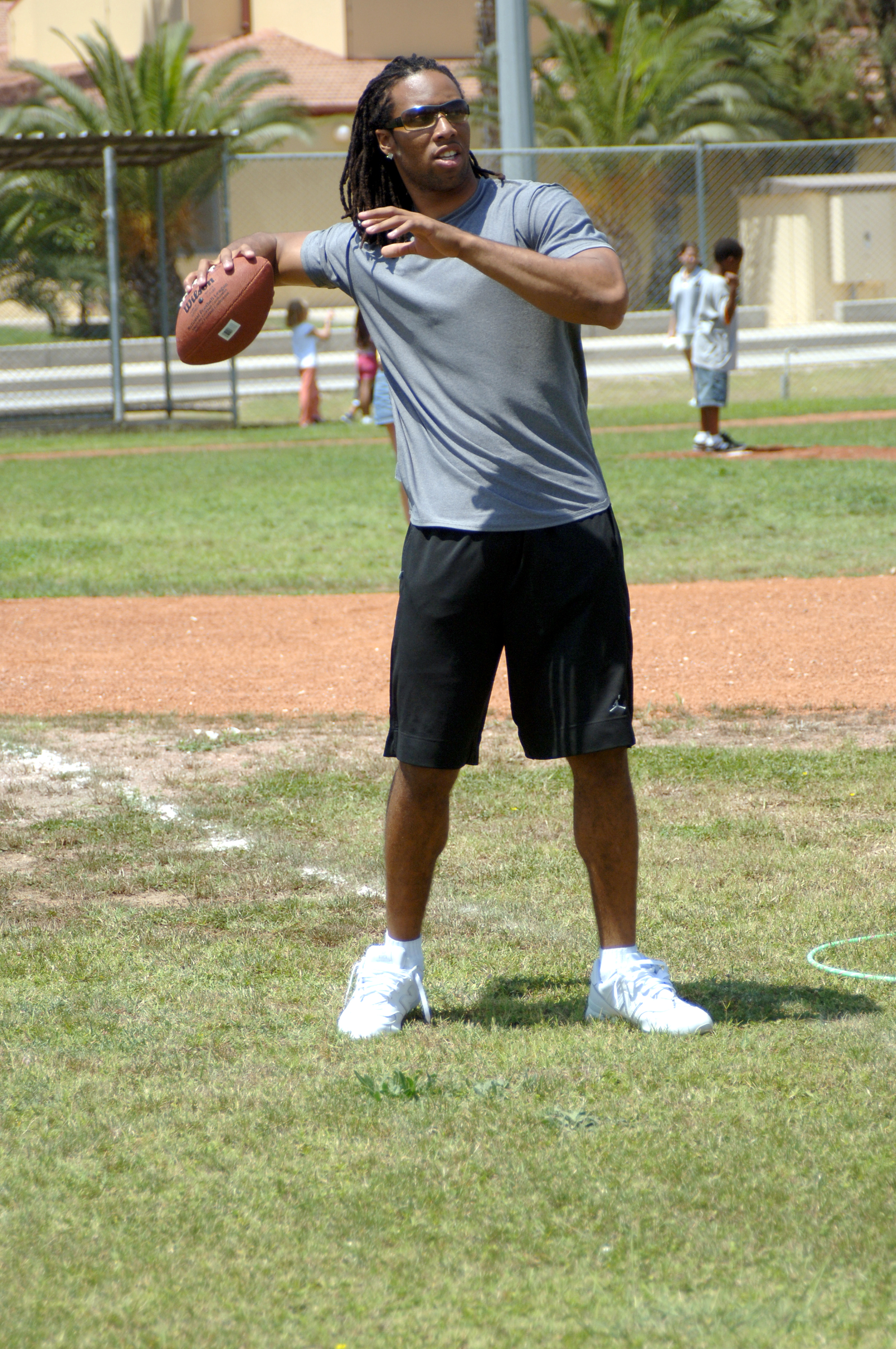
Fitzgerald nel 2006.

#### Stagione 2009
Malgrado 300 yard in meno in ricezioni rispetto alla stagione precedente, nel 2009 Fitzgerald stabilì un record personale con 13 touchdown. Altri due touchdown li segnò nel turno delle Wild Card contro i Green Bay Packers nella vittoria 51–45. Alla fine, i Cardinals furono eliminati la settimana successiva, battuti 45–14 dai New Orleans Saints.

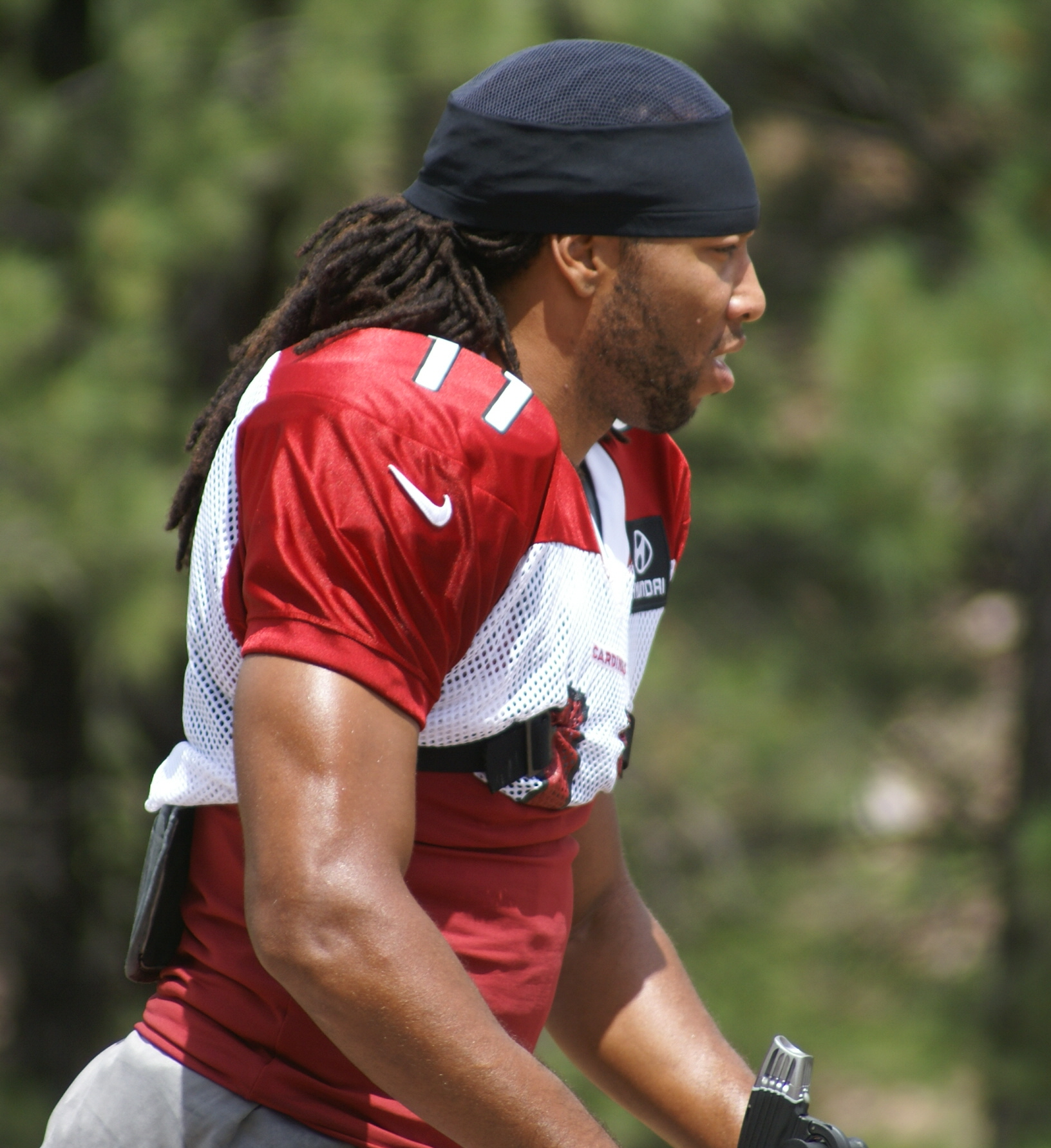
Fitzgerald nel training camp 2012.

#### Stagione 2010
La stagione 2010 per i Cardinals fu nettamente peggiore delle due precedenti, dal momento che il ritiro del quarterback Kurt Warner danneggiò consistentemente l'attacco. Malgrado ciò, Fitzgerald ricevette 90 passaggi per 1.137 yard e 6 touchdown. Dopo questa stagione fu convocato per il suo quinto Pro Bowl, il quarto consecutivo.

#### Stagione 2011
Fitzgerald firmò un contratto di 8 anni del valore di 120 milioni di dollari con gli Arizona Cardinals il 20 agosto 2011, che lo rese il quinto giocatore più pagato della NFL, alla pari con Richard Seymour. Quella stagione ricevette 80 passaggi per 1.411 yard e 8 touchdown e fu votato al 7º posto nella NFL Top 100, l'annuale classifica dei migliori cento giocatori della stagione.

#### Stagione 2012
Larry faticò nelle prime due partite della stagione 2012, entrambe vinte contro Seahawks e a sorpresa contro i Patriots. Nella settimana 3 i Cardinals continuarono a rimanere imbattuti con la vittoria sugli Eagles con Fitzgerald che giocò la prima grande gara dell'annata con 114 yard ricevute e segnando un touchdown. Nel corso di quella partita, Larry divenne il più giovane giocatore della storia a raggiungere le 700 ricezioni in carriera, all'età di 29 anni e 23 giorni, battendo il primato di Jason Witten di 30 anni e 133 giorni stabilito solo la settimana precedente.
Il sorprendente inizio di stagione dei Cardinals proseguì nella settimana 4 vincendo ai supplementari contro i Miami Dolphins con Larry che ricevette 64 yard e segnò un touchdown. Nella settimana 5 giunse la prima sconfitta stagionale di Arizona ad opera dei rivali di division dei St. Louis Rams con Larry che ricevette 8 passaggi per 92 yard. I Cardinals persero anche nella settimana 6 contro i Buffalo Bills con il ricevitore che concluse con 93 yard e un touchdown. In questa partita, all'inizio del nono anno di carriera professionistica, Larry Fitzgerald superò le 10.000 yard su ricezione. Condizionato dall'incertezza nel ruolo di quarterback dei Cardinals, che ne cambiarono ben quattro come titolari nella stagione, Larry disputò la peggior annata a livello statistico della carriera, concludendo con sole 798 yard ricevute e 4 touchdown.

#### Stagione 2013
Grazie all'arrivo del nuovo quarterback Carson Palmer, Fitzgerald tornò sui propri livelli abituali nella prima gara della stagione 2013 in cui ricevette 80 yard e segnò due touchdown contro i Rams. Nella settimana 4 segnò il suo 80º touchdown in carriera battendo Darrelle Revis e contribuendo in maniera decisiva alla vittoria sui Buccaneers. Nella settimana 6 Larry ricevette 117 yard e segnò un touchdown ma Arizona fu sconfitta dai 49ers. Due settimane dopo, nella vittoria sugli Atlanta Falcons, divenne il più giovane giocatore della storia, a trent'anni e 57 giorni, a raggiungere le 800 ricezioni in carriera. Nella settimana 12 i Cardinals vinsero la quarta gara consecutiva con Larry che segnò 2 touchdown. Andò a segno anche la settimana successiva ma i Cards interruppero la loro serie positiva perdendo contro gli Eagles. La vittoria tornò la settimana successiva ricevendo 12 passaggi per 96 yard e un touchdown contro i Rams. Il 20 gennaio Larry fu convocato per il suo ottavo Pro Bowl in sostituzione di Demaryius Thomas, impegnato con i Denver Broncos nel Super Bowl XLVIII. A fine anno fu votato al 38º posto nella NFL Top 100 dai suoi colleghi.

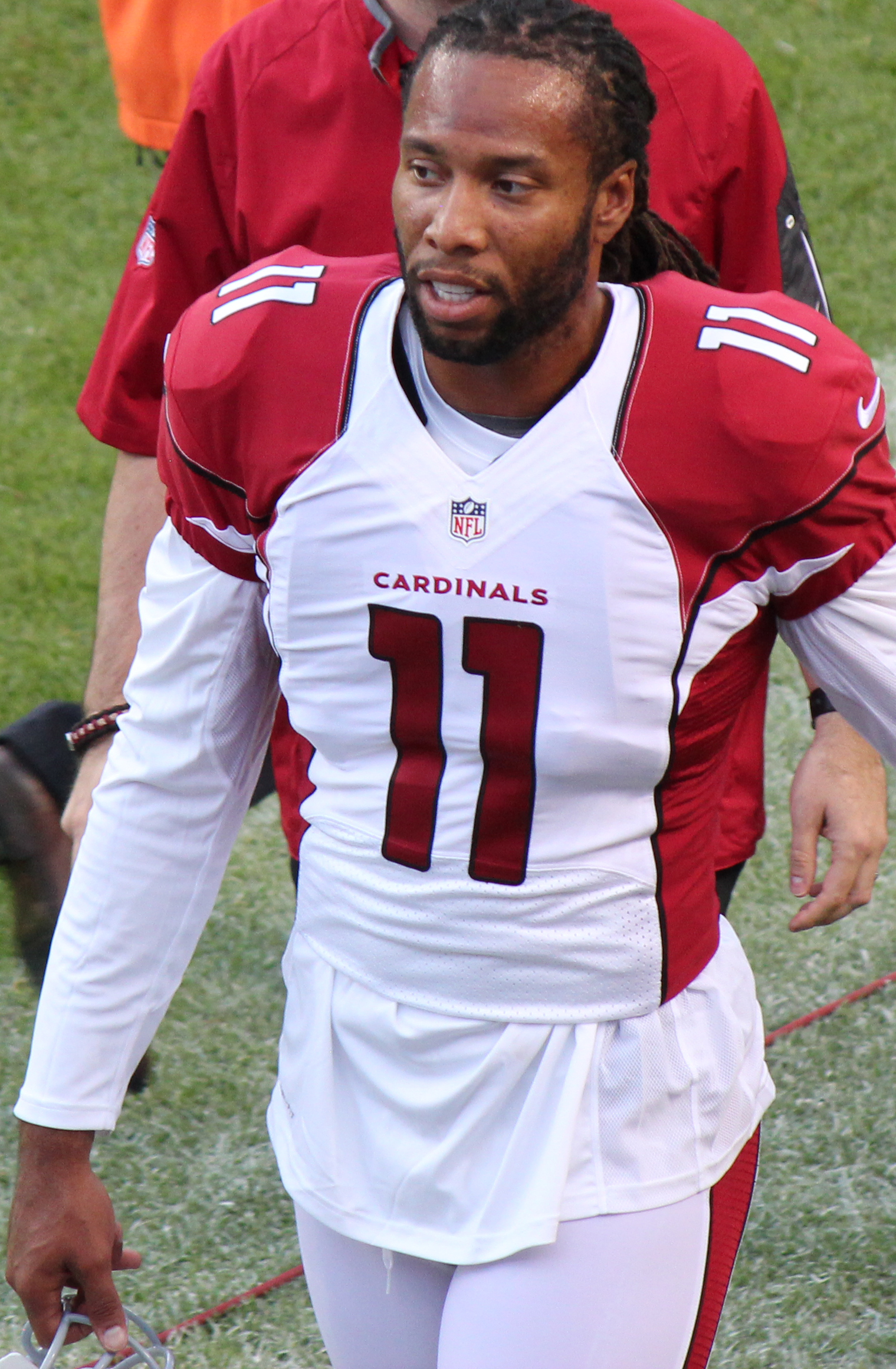
Fitzgerald nella pre-stagione 2015.

#### Stagione 2014
Il primo touchdown del 2014, Fitzgerald lo segnò nella vittoria della settimana 6 sui Redskins in cui Arizona salì a un record di 4-1 riprendendosi la testa solitaria della division. Due settimane dopo, nella vittoria sui Chargers, ricevette 7 passaggi per 160 yard, incluso un touchdown da 80 yard, il più lungo della sua illustre carriera, venendo premiato come miglior giocatore offensivo della NFC della settimana. I Cardinals partirono con un record di 9-1, il loro migliore dal 1948, anno del loro ultimo titolo, ma Fitzgerald si infortunò nella vittoria della settimana 11 contro i Lions, venendo costretto nel turno successivo a saltare la sua prima gara dal 2007. Con un record di 11-5, Arizona terminò al secondo posto nella division tornando a qualificarsi per i playoff ma, dopo l'infortunio che escluse Carson Palmer per tutta la stagione si infortunò anche il suo sostituto, Drew Stanton. Nel turno delle wild card i Cardinals giocarono col loro terzo quarterback, Ryan Lindley, venendo subito eliminati dai Panthers. A fine stagione fu premiato con l'Art Rooney Sportsmanship Award.

#### Stagione 2015
Il 18 febbraio 2015 Fitzgerald ristrutturò il suo contratto con i Cardinals, firmando un biennale da 22 milioni di dollari che permise alla squadra di ridurre di circa 13 milioni il loro salary cap per la stagione 2015. Nel secondo turno della stagione, il giocatore mise in mostra la forma dei giorni migliori, ricevendo 8 passaggi per 112 yard e 3 touchdown, la prima volta in carriera nella stagione regolare e più di quanti ne avesse segnati l'anno precedente, nella vittoria esterna per 48-23 sui Bears. Per questa prova fu premiato come miglior giocatore offensivo della NFC della settimana. Sette giorni dopo ricevette altre 134 yard e 2 touchdown coi Cardinals che si mantennero imbattuti contro i 49ers. Nella settimana 13 Fitzgerald divenne il giocatore più giovane della storia a ricevere mille passaggi in carriera. Nella stessa partita superò per la settima volta le mille yard ricevute in stagione. A fine anno fu convocato per il nono Pro Bowl in carriera.
Il 16 gennaio 2016, nel divisional round dei playoff contro i Packers, Fitzgerald ricevette un record di in carriera di 176 yard e soprattutto il passaggio da touchdown da 5 yard da parte di Carson Palmer alla terza giocata dei tempi supplementari che permise ad Arizona di avanzare fino alla finale di conference. Il sogno di disputare il secondo Super Bowl si infranse la settimana successiva con una netta sconfitta in casa dei Panthers per 49-15.

#### Stagione 2016
Nella prima partita della stagione 2016, persa contro i Patriots, con due touchdown Fitzgerald arrivò a quota cento in carriera. Il 4 dicembre superò Marvin Harrison e Cris Carter salendo al terzo posto di tutti i tempi con 1.103 ricezioni in carriera, il giocatore più giovane della storia a tagliare il traguardo delle 1.100 ricezioni a 33 anni e 95 giorni. A fine stagione fu convocato per il decimo Pro Bowl in carriera dopo avere guidato la NFL con 107 ricezioni.

#### Stagione 2017

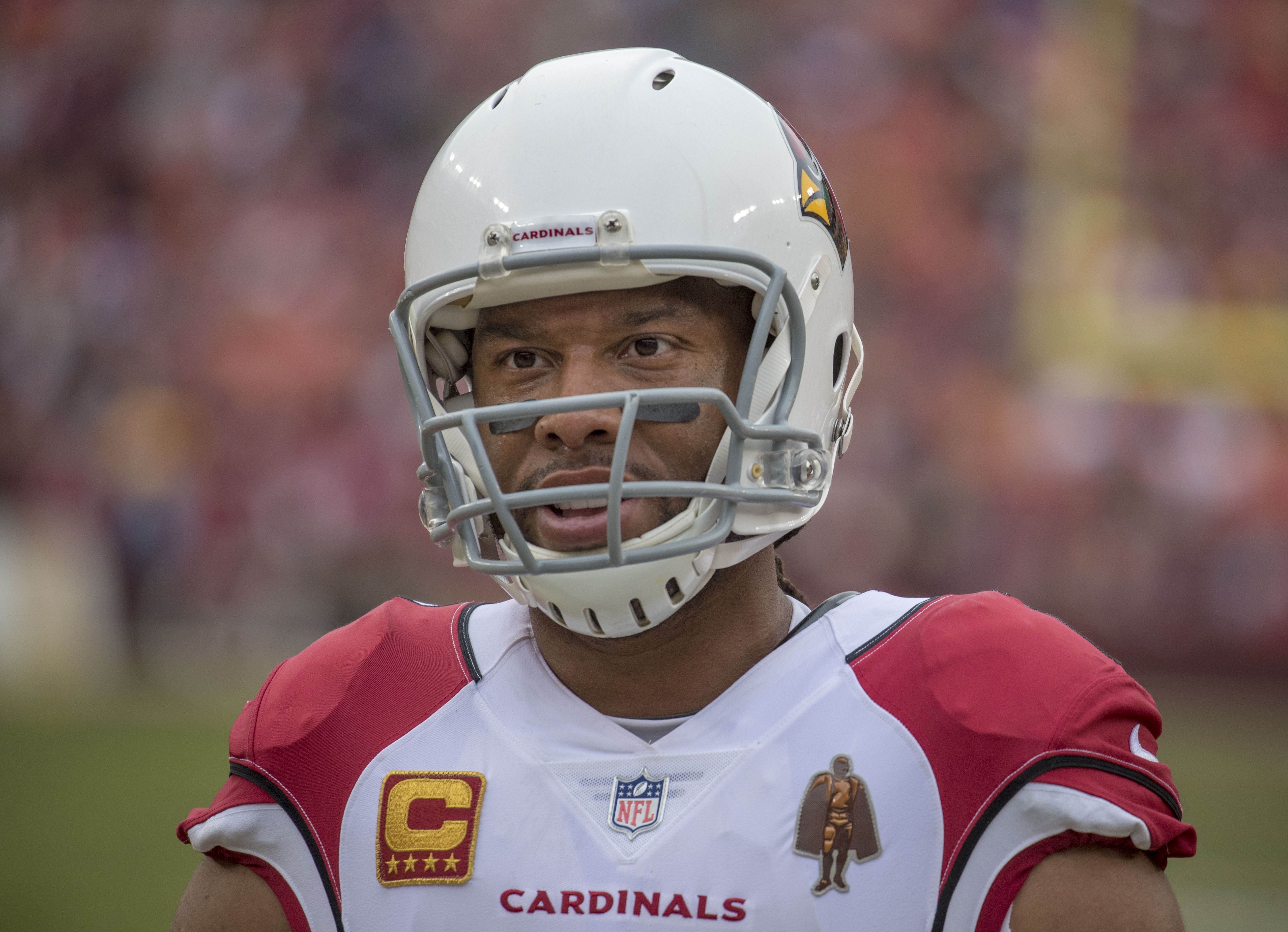
Fitzgerald nel 2017

Nel Monday Night Football del terzo turno della stagione 2017, Fitzgerald ricevette 13 passaggi per 149 yard e un touchdown, superando Marvin Harrison all'ottavo posto nella classifica di tutti i tempi per yard ricevute. Due settimane dopo divenne il terzo giocatore della storia a fare registrare almeno una ricezione per 200 gare consecutive. Nella vittoria della settimana 6 ricevette 138 yard e un touchdown contro i Tampa Bay Buccaneers, superando Steve Smith al settimo posto per yard ricevute in carriera. Il 12 novembre divenne il sesto giocatore a ricevere 15.000 yard in carriera e il secondo più rapido dopo Jerry Rice. Sette giorni, con un touchdown da 20 yard, superò Tony Gonzalez al quinto posto di tutti i tempi per yard ricevute. Due settimane dopo, con una ricezione da 12 yard superò Isaac Bruce al quarto posto e nella settimana 14 sopravanzò Randy Moss al terzo. A fine stagione fu convocato per il suo undicesimo Pro Bowl dopo essersi classificato secondo nella NFL con 109 ricezioni.

#### Stagione 2018
L'11 novembre Fitzgerald superò Terrell Owens al secondo posto nella classifica delle yard ricevute in carriera con 15.952. Nel penultimo turno della stagione passò il primo touchdown in carriera con un lancio da 32 yard per David Johnson.

#### Stagione 2019
Nel quarto turno Fitzgerald superò Tony Gonzalez al secondo posto di tutti i tempi per ricezioni in carriera.

#### Stagione 2020
Il 16 marzo 2020 Fitzgerald firmò con i Cardinals un rinnovo di un anno per un valore di 11 milioni di dollari. Nel 15º turno segnò il primo touchdown stagionale nella vittoria sui Philadelphia Eagles. In tal modo segnò per la 17ª stagione: solo Jerry Rice fece meglio in carriera.

### Record NFL
- Maggior numero di touchdown su ricezione in una singola annata di playoff: 7 (2008)
- Maggior numero di ricezioni in una singola annata di playoff: 30 (2008)
- Maggior numero di yard ricevute in una singola annata di playoff: 546 (2008)
- Più giovane giocatore ad arrivare a quota 700 ricezioni in carriera (2012)
- Uno degli unici due giocatori ad aver ricevuto 10.000 yard in carriera prima dei 30 anni (2012, con Calvin Johnson)

## Palmarès

### Franchigia
- National Football Conference Championship: 1

Arizona Cardinals: 2008

### Individuale
- MVP del Pro Bowl

2009
- Convocazioni al Pro Bowl: 11

2005, 2007, 2008, 2009, 2010, 2011, 2012, 2013, 2015, 2016, 2017
- All-Pro: 4

2007, 2008, 2009, 2011
- Leader della NFL in touchdown su ricezione: 2

2008, 2009
- Walter Payton Award - 2016 (condiviso con Eli Manning)
- Fred Biletnikoff Award: 1

2003
- Club delle 10.000 yard ricevute in carriera
- Formazione ideale della NFL degli anni 2010
- Formazione ideale del 100º anniversario della National Football League

## Statistiche
| Stagione | Stagione | Stagione | Stagione | Ricezioni | Ricezioni | Ricezioni | Ricezioni | Ricezioni | Ricezioni | Fumble | Fumble |
| Anno     | Squadra  | P        | PT       | Bers      | Ric       | Yard      | Media     | Max       | TD        | Fum    | Persi  |
| -------- | -------- | -------- | -------- | --------- | --------- | --------- | --------- | --------- | --------- | ------ | ------ |
| 2004     | ARI      | 16       | 16       | 115       | 58        | 780       | 13,4      | 48        | 8         | 1      | 0      |
| 2005     | ARI      | 16       | 16       | 165       | 103       | 1.409     | 13,7      | 47        | 10        | 0      | 0      |
| 2006     | ARI      | 13       | 13       | 111       | 69        | 946       | 13,7      | 57        | 6         | 0      | 0      |
| 2007     | ARI      | 15       | 15       | 167       | 100       | 1.409     | 14,1      | 48T       | 10        | 3      | 3      |
| 2008     | ARI      | 16       | 16       | 154       | 96        | 1.431     | 14,9      | 78T       | 12        | 1      | 0      |
| 2009     | ARI      | 16       | 16       | 153       | 97        | 1.092     | 11,3      | 34T       | 13        | 0      | 0      |
| 2010     | ARI      | 16       | 15       | 173       | 90        | 1.137     | 12,6      | 41T       | 6         | 0      | 0      |
| 2011     | ARI      | 16       | 16       | 154       | 80        | 1.411     | 17,6      | 73T       | 8         | 0      | 0      |
| 2012     | ARI      | 16       | 16       | 156       | 71        | 798       | 11,2      | 37T       | 4         | 0      | 0      |
| 2013     | ARI      | 16       | 16       | 135       | 82        | 954       | 11,6      | 75        | 10        | 1      | 1      |
| 2014     | ARI      | 14       | 13       | 103       | 63        | 784       | 12,4      | 80T       | 2         | 1      | 1      |
| 2015     | ARI      | 16       | 16       | 145       | 109       | 1.215     | 11,1      | 44        | 9         | 2      | 2      |
| 2016     | ARI      | 16       | 16       | 150       | 107       | 1.023     | 9,6       | 32        | 6         | 2      | 1      |
| 2017     | ARI      | 16       | 16       | 161       | 109       | 1.156     | 10,7      | 37        | 6         | 1      | 1      |
| 2018     | ARI      | 16       | 16       | 112       | 69        | 734       | 10,6      | 37        | 6         | 0      | 0      |
| Carriera | Carriera | 234      | 232      | 2.154     | 1.303     | 16.279    | 12,5      | 80T       | 116       | 12     | 9      |